# 바랑키야 FC
바랑키야 FC(스페인어: Barranquilla Fútbol Club)는 콜롬비아 아틀란티코주 바랑키야를 연고로 하는 축구단이다. 2005년 4월 8일에 설립되었으며, 카테고리아 프리메라 B에 참가하고 있다.

## 선수 명단

### 현역
참고: FIFA 자격 규정에 따라 소속된 국가대표팀 국기를 표시합니다. 선수는 복수의 FIFA 비회원국 국적을 가지고 있을 수 있습니다.
| 번호 | 포지션 | 국적 | 이름 |
| ---- | ------ | ---- | ---- |

| 번호 | 포지션 | 국적 | 이름 |
| ---- | ------ | ---- | ---- |